# 军服

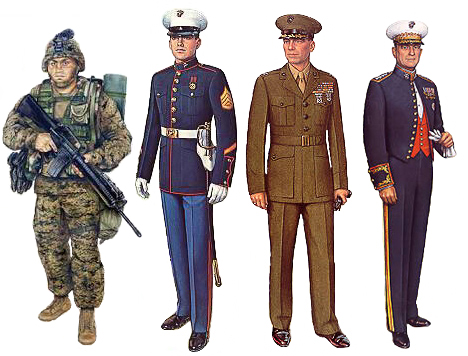
左起：美國海軍陸戰隊野战服、士兵礼服、常服、军官晚礼服

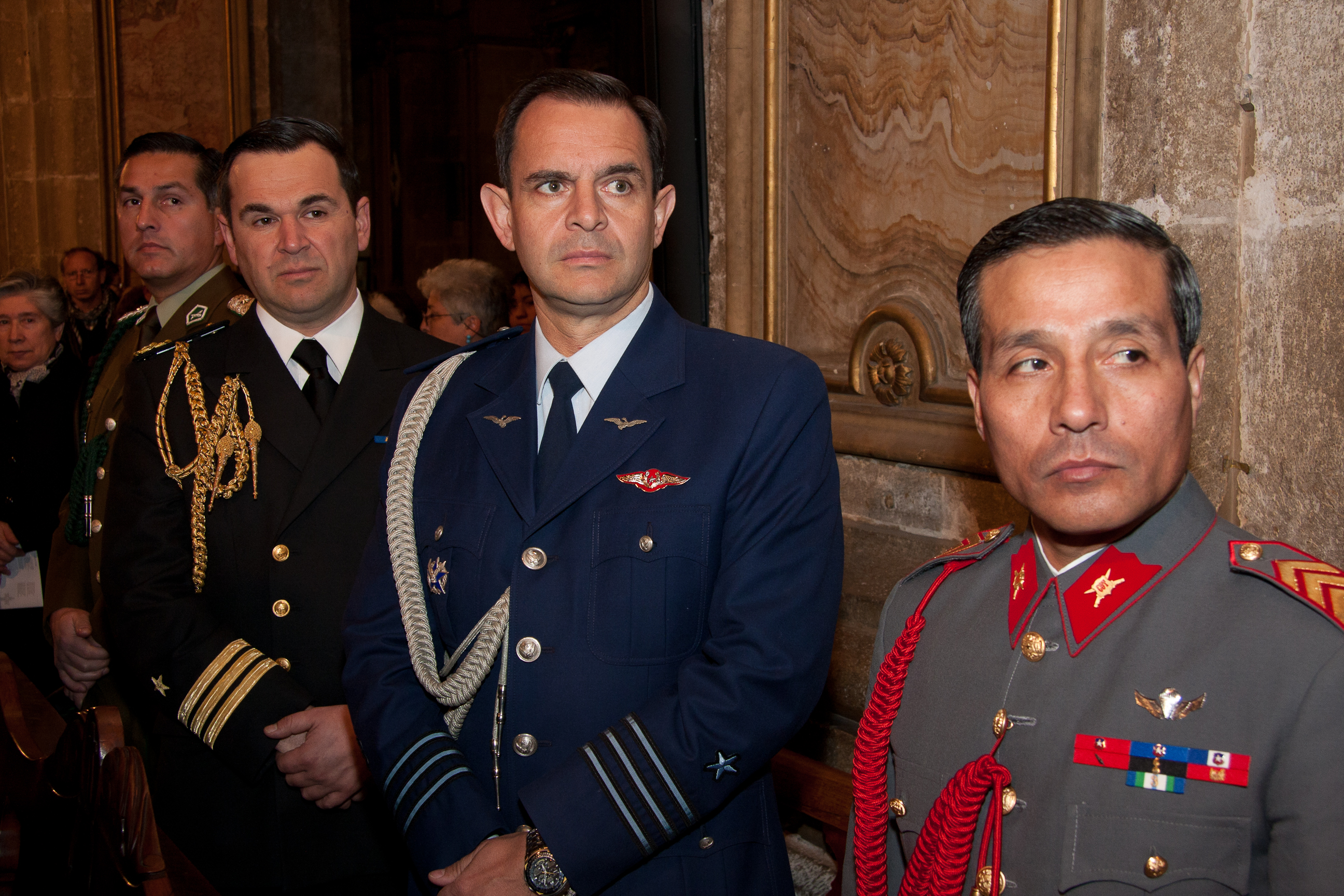
智利軍隊海、空、陸三軍軍服（左至右）

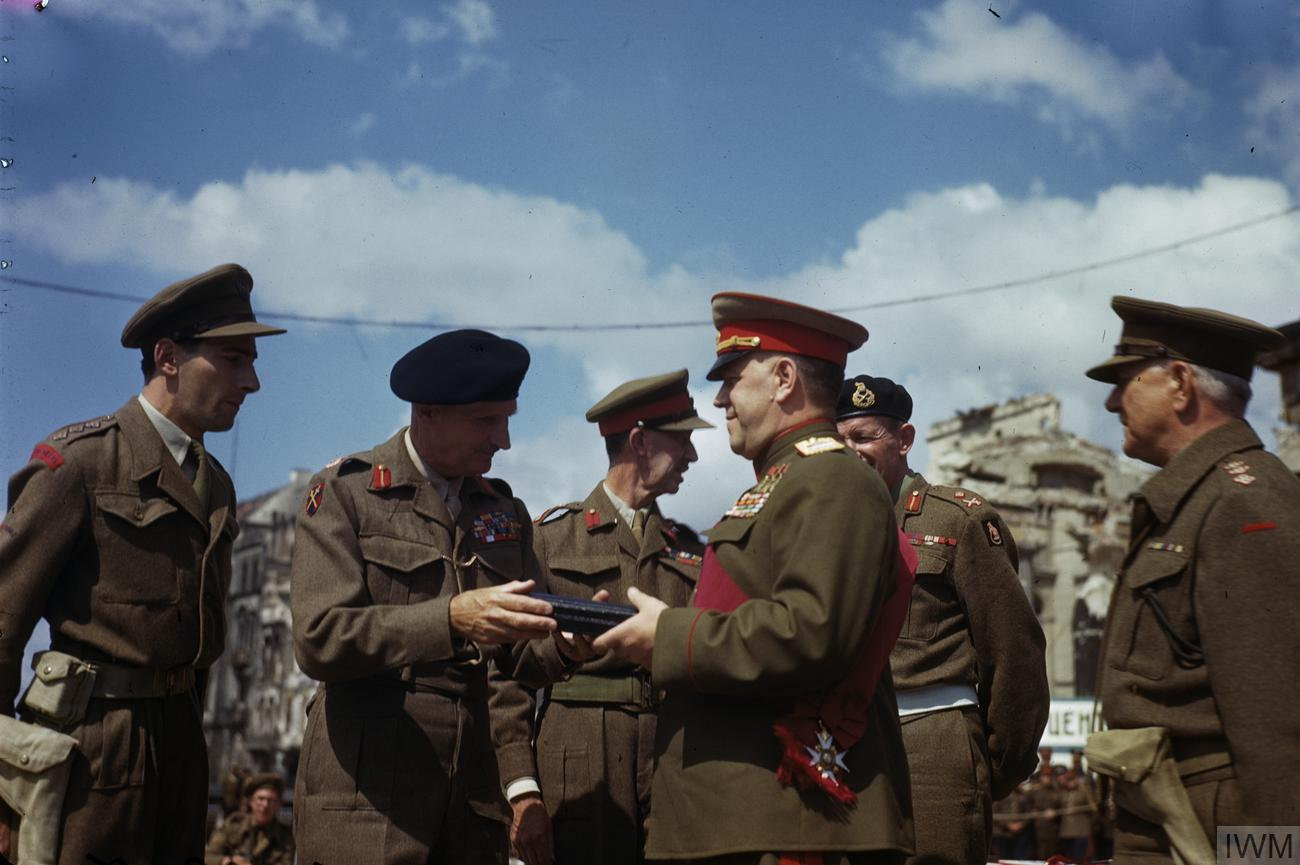
二戰期間的英軍（左）與苏軍（右）制服

军装或军服，是指军事或准军事部队的制服。二十世纪至今軍装逐渐分化为作训服（野战服、迷彩服）、常服、礼服，而不同軍隊軍种的服裝顏色和样式亦有所不同，常服主要以：如陸軍軍服多半為綠色、土黃色；海軍軍服多半為夏季白色、冬季黑色；而空軍軍服則多半為藍色、灰色；憲兵及海軍陸戰隊制服則多為卡其色。而礼服的颜色和样式与常服亦有所不同，例如美国陸军礼服上衣为黑色而裤子为蓝色。